# Негомбо
Него́мбо (синг. මීගමුව; там. நீர்கொழும்ப) — город в Западной провинции Шри-Ланки, в округе Гампаха.

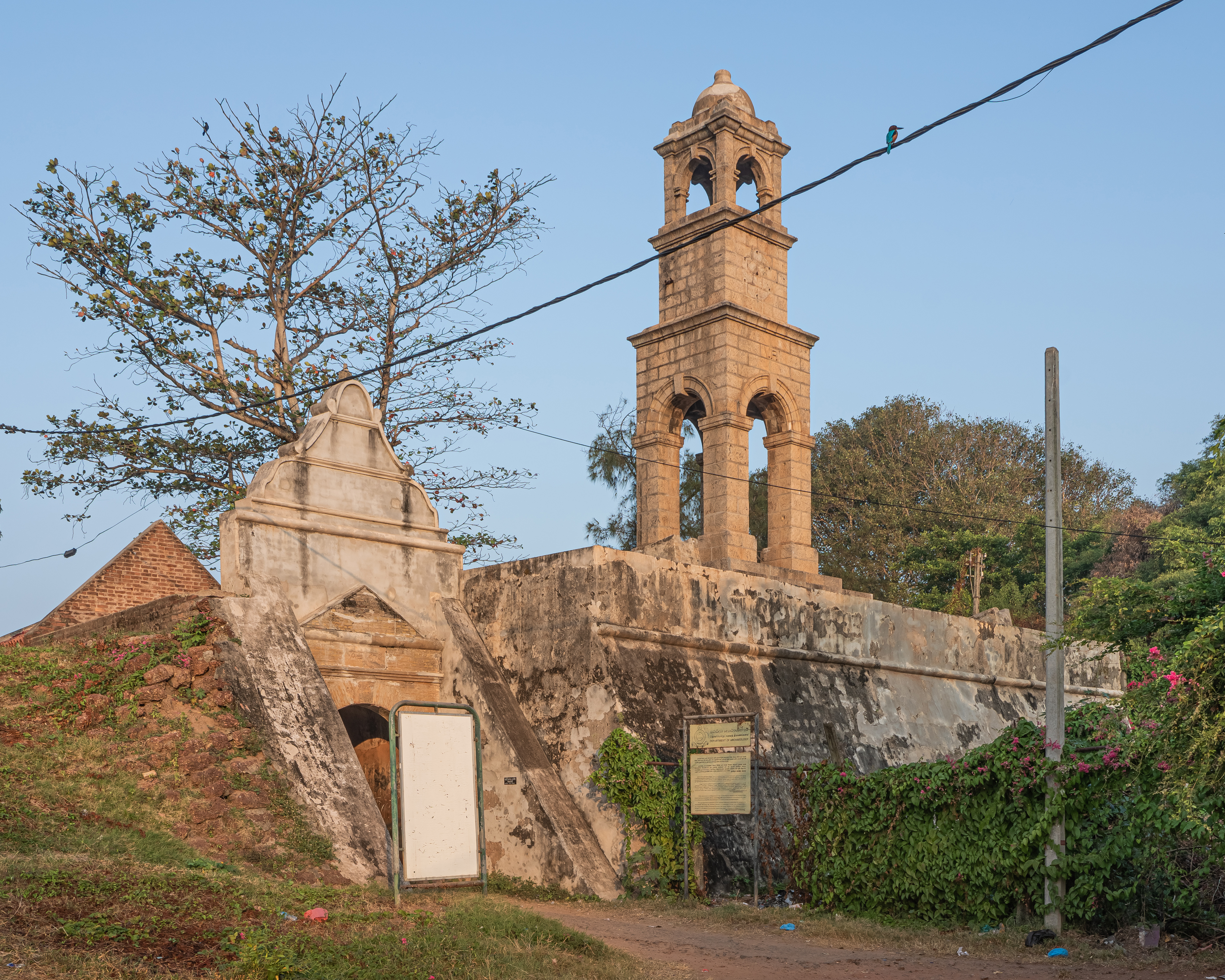
Португальский форт в Негомбо, перестроенный голландцами

## География
Расположен в 35 км к северу от фактической столицы страны — города Коломбо, — в устье лагуны Негомбо.

## Население
Численность населения Негомбо, по данным переписи 2001 года, — 121 701 человек, что делает его пятым крупнейшим городом страны и вторым крупнейшим городом провинции (после Коломбо).

## Инфраструктура
В пригороде Негомбо (Катунаяка), примерно в 6 км к югу от центра города, расположен главный международный аэропорт Шри-Ланки — Бандаранаике. Через город проходит автомобильное шоссе и железная дорога, соединяющая Коломбо и Путталам. Имеется крупный автобусный терминал. 
Негомбо — рыбацкий порт, известный своим рыбным рынком.
Важную роль в экономике играет туризм.